# Сиссоко, Ибраима
Ибраима́ Сиссоко́ (фр. Ibrahima Sissoko; родился 27 октября 1997 года в Мо, Франция) — французский и малийский футболист, полузащитник клуба «Бохум» и сборной Мали.

## Клубная карьера
Сиссоко — воспитанник клуба «Брест». 29 апреля 2016 года в матче против «Эвиана» он дебютировал в Лиге 2. 8 декабря 2017 года в поединке против «Бурк-ан-Бреса» Ибраима забил свой первый гол за «Брест». Летом 2018 года Сиссоко перешёл в «Страсбур». 12 августа 2018 года в матче против «Бордо» он дебютировал в Лиге 1. В этом же поединке Ибраима забил свой первый гол за «Страсбур».

## Международная карьера
В 2017 году в составе молодёжной сборной Франции Огюстен принял участие в молодёжном чемпионате мира в Южной Корее. На турнире он сыграл в матче против команды Новой Зеландии.
В 2019 году Сиссоко принял участие в молодёжном чемпионате Европы в Италии и Сан-Марино. На турнире он был запасным и на поле не вышел. 